# 浜田陽子
浜田 陽子（はまだ ようこ、1976年2月28日 - ）、日本の料理研究家・フードコーディネーター・栄養士・食コンサルタント。株式会社Studio coody （スタジオコーディー）代表取締役。
TV番組出演の他、企業における商品開発、食のコンサルティング、ダイエットプログラムのプランニング、商品販売促進などに関わる。
経営するスタジオコーディー（港区麻布十番）はフードコーディネートを主業務とし、港区を中心にスタジオレンタル事業を展開する。

## 経歴
1976年2月28日、徳島県徳島市に生まれる。幼少から料理の道を志し、学生時代に板場修業を積む。地元の短大卒業後、徳島県にて結婚、21歳で第一子、23歳で第二子をもうける。24歳でフードコーディネートオフィスを起業し26歳で離婚。起業にあたり、東京と徳島に事務所を構える。離婚後に東京へ完全に移転し現在に至る。35歳で世田谷区南烏山にキッチンスタジオをオープン、38歳で港区麻布十番に移転し、麻布十番メインキッチンスタジオを開業。その後、六本木ハウススタジオ、麻布十番ルームキッチンスタジオなど、レンタル事業を拡げる。
メディア出演も多数（詳細後述）で、中でも通販番組ショップチャンネルでは「カリスマゲスト料理研究家「浜田ママ」として出演する。
さだまさしのファンを公言しており、2021年に発売されたさだのアルバム『さだ丼 〜新自分風土記III〜』の発売を記念して作られ、さだ公式YouTubeチャンネルに公開されている同作のダイジェスト動画2本に浜田が出演。アルバム・タイトルにちなみ、収録曲数と同じ14の丼を楽曲を口ずさみながらそれぞれ違うエプロン姿で料理しているものが公開されている。

### テレビ出演
- テレビ東京 生番組レディス4～圧力鍋で時短・簡単・驚嘆！～レシピ監修・番組生出演
- NHK 美の壺 ～萩焼～出演（草刈正雄さんと共演）萩焼を使ったレシピ、フードコーディネート
- 日本テレビ 所さんの目がテン!番組出演。レシピ総合監修
- TBSテレビ はなまるマーケット
  - おいしい健康！豆乳朝食・一週間！総合監修・出演
  - アーモンドレシピ監修・出演
- テレビ朝日 お願い!ランキング
  - 〜ちょい足しクッキング〜監修・出演
  - 美食アカデミー
- TBSテレビ さんまのSUPERからくりTV企画監修・フードコーディネート
- テレビショッピング ショップチャンネル カリスマゲストとして出演多数
- テレビ朝日「ワイド!スクランブル」アーモンド特集 出演

### セミナー・講演
- 管理栄養士・栄養士向けの栄養指導者養成講座の講師（日本豆乳協会等）
- 幼稚園、小学校での「食育講演」講師
- 医師会、栄養士会主催の健康セミナー講演
- 大学講師（「スポーツと健康の実践栄養学」産能大学）

### 商品企画
- 岩城ハウスウエア「料理研究家 浜田陽子のボウル&ざるセット」プロデュース
- ワンダーシェフ製品「魔法のクイック料理」鍋用レシピ監修、PV出演
- ドリームシェフ製品「マーブルコーディング鍋、フライパン」
- 横浜元町近沢レース店 浜田陽子オリジナルブランドHYのエプロン プロデュース
- ブルーミング中西 浜田陽子オリジナルブランドHYのエプロン プロデュース
- サンウェーブ「食育キッチン」（グッドデザイン賞受賞）

## 活動実績 詳細

### テレビ出演
- フジテレビ「めざましどようび」どようびPUSH（不定期出演）
- テレビ東京「レディス4」丑の日特集 出演（ゲスト：加山雄三）
- 毎日放送「X-Styleスノーラ長谷川理恵コラボ」フードコーディネート
- テレビ朝日「お願い!ランキングGOLD」（爆笑問題、伊集院光他）各コーナー監修
- テレビ東京「7スタBrstch!」料理コーナー出演
- フジテレビ「スーパーニュース」≪愛する家族が力のモト ママは女性社長≫密着取材
- フジテレビ「めざましテレビ」（木佐彩子）×日本コカ・コーラインフォマーシャル フードコーディネート
- FM各局「健康ラジオ」出演
- フジテレビ「ロンブー淳の食べトク？！」（石田純一、東尾修、浅田美代子 他）レシピ監修
- ザ・フィッシング「親子でロッドを持って甑島へ行こう！」家族出演
- テレビ朝日「お願い!ランキング」（アンジャッシュ）～本当にあったご当地ちょいたしグルメ～出演・フードコーディネート
- BSフジ「きがきくキッチン」（小島奈津子）出演
- フジテレビ「スーパーニュース」～特集：秋バテ予防～出演
- TBSテレビ「さんまのスーパーからくりテレビ」（関根勤、小倉優子、はるな愛他）フードコー ディネート
- テレビ朝日「お願い!ランキング」～ちょい足しクッキング～監修
- 毎日放送「板東英二の欲バリ市場」出演
- 日本テレビ「おもいッきりDON!」DON!DON!ポシュレ 出演
- テレビ大阪「ザ・フィッシング」～釣った魚を食べて美しくなる！～ 出演
- テレビ朝日「賢コツ!!」（大塚範一他）ヘルシーダイエット 企画監修
- TBSテレビ「玉緒一家&東MAX&大沢あかねin韓国」インサートスタイリング
- TBSテレビ「イブニング・ファイブ」圧力鍋特集 出演
- 日本テレビ「スッキリ!!」インサート
- TOKYO FM「よんぱち」48hours ゲスト出演
- テレビ朝日「賢コツ!!」（大塚範一他）変わり餃子、ヨーグルト味噌汁、から揚げアレンジ他 出演
- bayfm 「SATURDAY NIGHT 39」 ゲスト出演
- テレビ朝日（関東圏）「賢コツ！」（大塚範一他）コメント出演
- NHK「こんにちはいっと6けん」料理コーナー‘エプロンメモ’
- スカパー!「ベネッセチャンネル」（たまごfanクラブ、ひよこfanクラブ)
- スカパー!「FoodiesTV」オールスタークッキング
- au「EZ Today'sウォッチ」
- TBSテレビ「カラダのキモチ」
- ジュピター「ショップチャンネル～浜田ママの魔法のクイック料理～」ゲスト出演
- ジュピター「ショップチャンネル～ザリーン～」ゲスト出演
- ジュピター「ショップチャンネル～マーブルコーティング鍋～」ゲスト出演
- ジュピター「ショップチャンネル～イワキハウスウェア パック&レンジ」ゲスト出演
- NHK第一ラジオ「おめでとう列島2007」
- テレビ東京「キャイ〜ンの三ツ星！ホームパーティ」（タカ&トシ、ペナルティ他）
- テレビ神奈川「KIDS NAVIGATION」
- 日本テレビ「リアルタイム」 ～食わず嫌いバスターズ～
- テレビ朝日「スーパーJチャンネル～暮らしの達人～」
- 四国放送 530フォーカス「Enjoyクッキング」（315回放送）
- フジテレビ「子育てれび」

### セミナー・講演
- 三重大学医学部看護学科 「健康と栄養セミナー」講師
- ノルウェー親子クッキング 講師（札幌・東京・大阪）
- カナダポーク親子教室講師（足立区・草加市）
- SPAMレシピコンテスト2010～2011審査委員長
- 池袋東武百貨店2011年大創業祭 キッチンデモ出演
- 日本豆乳協会主催「豆乳セミナー2010」「豆乳セミナー2011」講師、レシピ提供
- 池袋西武漁耕鰻イベント出演
- ブリザードフラワーズ協会イベント 料理デモンストレーション
- 池袋東武百貨店 大創業祭キッチンデモ出演
- MLA コープ中野&大宮 料理教室講師
- 日本豆乳協会主催「豆乳セミナー2009」講師、レシピ提供
- 産業能率大学 「スポーツと健康の実践栄養学」講師（H21,22,23年）
- 京王聖跡桜ケ丘ショッピングセンター クリスマスイベント講師、食育イベント講師
- 友和 商談会 高圧力鍋料理実演
- 産業能率大学 「栄養学」講師 （H21,22年前期）
- ニッケコルトンプラザ（本八幡）親子料理イベント「クッキーにLOVEを描いて」講師
- 岩田屋（福岡市/百貨店） ワンダーシェフ・マクサス料理実演講習会 出演
- 日本豆乳協会主催「豆乳セミナー2007」講師、レシピ提供
- ヒューマンアカデミー フードコーディネーター講座 講師（H16年9月開講）
- 日経 「住まいのリフォーム博（東京ビッグサイト）」トステム（株）キッチンショー
- 四国電力ショールーム内各イベント、クッキングショー
- 2005食の博覧会 大阪 クッキングショー講演・開発他

### 新聞・雑誌
- 中日東京新聞「味の素 パルスイーツ」広告出演、レシピ提供・監修
- 中日東京新聞 食育コーナーレシピ企画監修
- レタスクラブ レシピ提供、コーナー監修
- ESSE「木佐彩子のスマートおやつTIME」スイーツレシピ提供・監修
- おはよう奥さん（2011）8月号 お願い！ランキングコラボ企画ページ監修
- 批評誌MONOQLO(2011)9月号 朝食特集監修
- 世田谷ライフ フープロレシピ提供
- 東京新聞「おせち料理をつくろう」
- 東京新聞「関東のお雑煮」
- 晋遊舎「MONOQLO」～IKEA ニトリ 無印良品 辛口採点簿～監修
- 「ソトコト」～ダイエット企画：やせる食 たくわえる食～監修
- 朝日新聞「どらく」～夏バテ解消レシピ特集～監修
- 日経プラス1 スタジオコーディーキッズクッキング取材記事掲載
- 朝日新聞「手作り弁当」取材記事掲載
- 主婦の友社「Baby-mo3月号」＜春爛漫ひなまつり気分満開レシピ＞特集コーナー監修
- 光文社「VERY」＜家族のコトバ＞記事掲載
- 保育サポートマガジン「ポット」＜Let‘s 食育＞連載
- 毎日新聞関西版ニッスイ広告出演
- 日本教育新聞食育対談出演
- 朝日新聞特集記事出演
- 女性自身 対談＜押切もえ、滝沢沙織＞
- マタニティー情報雑誌「プレモ」
- 育児情報雑誌「ベビモ」
- 女性自身特集企画「著名料理研究家 タレント12人が教えてくれた『私の手作り調味料』
- フジサンケイビジネスアイ
- 読売新聞
- 朝日新聞
- 毎日新聞
- 徳島新聞
- 楽しむ食テーマ「ダイエット食」
- 新社会人
- 新入生のための一人分朝ごはん離乳食を作ろう！
- 親子クッキング
- 愛情弁当
- 就きたい職業！「フードコーディネーター」
- ビタミン・ミネラルを満たす「スーパーバランス食」
- ハーブクッキング
- 新米ママのための料理マニュアル！陽子レシピ
- 幼児食コーナー「よいこげんきごはん」
- パパママの食材を利用して作る離乳食

### WEB
- docomo「そといく！えほんといっしょ」食育レシピコーナー監修
- MLA オージービーフ鉄で元気&キレイ」コラムレシピ提供
- アサヒフードアンドヘルスケア「美体質ダイエットレンジャー」監修
- au ポータルサイト「au Smart Sports」＜カンタン×気軽な料理でキレイに＞取材記事掲載（ベッキー・ さくら）
- MLA 夏も食べよう！オージービーフ スタミナ倍増計画
- コープ カタログ「ディアマム」HP版 離乳食コーナー連載
- Yahoo!ショッピングニュースクリップグルメ版 コラム出演
- イオン「2007年イオンのお歳暮 冬ギフト」 座談会コンテンツ出演
- イオン 2008新入学応援サイト「つくろう！MY新入学」
- 魚耕WEB「活々レシピ」
- ミツカン 週刊キッチン「子どものためのお酢使い」
- ミツカン 週刊キッチン「大人と子どもの作り分け」
- MSNビューティー「心のサプリ」
- SONY 映像コンテンツ「子育てママのハイビジョンハンディカムクリップ」－女の人生はもっと楽しくカッコいい－ママリブ インタビュー
- イオン 2006新入学応援サイト「GO！GO！SAKURA STREET」
- イオン 2007新入学応援サイト「新入学キッズスクール」
- ミツカン「おべんとデザイナー's web」
- WEBマガジン「ポコチコスクエア」
- 離乳食講座動画配信「浜田陽子のお手軽離乳食」

### 会報誌・フリーペーパー等
- 進学塾 SAPIX小学部 会報誌「さぴあ」～子育てインタビュー～ 出演・レシピ監修
- ダスキン 会報冊子「みず日和」家族出演
- 朝日新聞 会報冊子「アスパラクラブ」～サプリジャムをつくろう～監修
- 三菱地所 マルノウチペーパー 美容に効くマンゴーレシピ監修
- ポコチェ TOKYO LIFE STYLE Free Magazine Poco'ce 美容レシピ特集
- 相模鉄道 相鉄瓦版「簡単手軽なお弁当レシピ5選」監修
- ベネッセ「ボンメルシィ！」＜忙しいママのレスキューごはん＞
- コープ カタログ「ディアマム」HP版 離乳食コーナー連載
- JA全農 フリーペーパー「Apron」＜今月のおすすめレシピ＞レシピ提供
- セントラル スポーツクラブ会報誌「Cen's」ダイエット企画記事
- ベネッセ「ボンメルシィ！」×キッコーマンタイアップ記事 レシピ提供
- ベネッセ「ボンメルシ！」（料理研究家リレー取材）
- ココロカ会員誌「健康実感」（コーナー連載『浜田陽子の今夜の逸品』）
- 情報誌「THIRD AGE STYLE」（レシピ・エッセイ提供）
- 健康医療フリーマガジン「QLife」（レシピ提供）
- NTT 社内報「SPIRE」（食の健康診断）
- ベネッセ 進研ゼミ中学講座別冊（受験生向けお食事ドクター）
- 三越 会員誌「ぷちりおん」（エッセイ提供）
- ミツカン ニュースレター「酢的生活」（レシピ提供）
- 建通新聞社 会員誌「まんまるぐ」（レシピ提供）
- 大京 入居者向け「ライオンズファミリー」（教室取材）等

### 講座
- 栄光キッズカレッジ「おせち親子料理教室」おでかけ講座
- 簡単コーディネート
- 花と料理のある暮らし
- ハーブ&クッキング
- 素材クッキング「徳島の郷土料理～そば米～」
- 親子deクッキング
- ホームパーティーのすすめ
- 疾病・疾患別栄養講座「自分へのおもてなし」
- 経営者のための栄養講座
- キレイに見せる「行楽弁当」
- 厚木市健康教育講座「お総菜を使ったヘルシーメニュー」
- 簡単創作クッキング
- おうちで作れる気軽なアジアン
- 大満足のヘルシーランチ
- 美味しく生活習慣病予防
- ヘルシーパーティークッキング

### 講演・開発他
- 岩城ハウスウエア「料理研究家浜田陽子のボウル&ざるセット」プロデュース
- ベネッセ 子ども用プレ包丁「グートン」開発監修
- 第15回国際栄養士会議 カリフォルニア・アーモンド協会 キッチンデモンストレーション出演
- 第1回「ありがとうサミット」食育セミナー講演
- 鬼怒川温泉老舗旅館リニューアル食監修
- 東急スポーツオアシス企画監修
- MLA（豪州食肉家畜生産者事業団）スポーツクラブCENTRALダイエット企画監修
- 坂出市健康教育講演会「食生活と健康」講演
- ベネッセ「すっく」子ども向け料理ツール＜しまじろうのハッピーケーキデコセット＞添付情報誌「ちょっと特別なケーキ&クッキー」監修
- 「サンウエーブグループによる食育をサポートするキッチン提案」グッドデザイン賞2007出展 企画サポート GD賞受賞
- ワンダーシェフ製品「魔法のクイック料理」鍋用レシピ本監修、PV出演
- 「香川健康セミナー」講演&対談（斉藤仁）
- コーウェイ「純水器」広告出演
- 吉安主催展示会ワンダーシェフ企画講演「圧力鍋が作る、これから必要な美味」
- コンビニエンスストア「ミニストップ」商品開発～料理研究家浜田陽子のからだがうれしいレシピ～
- 食と農を考えるシンポジウムパネルディスカッション『豊かな「食」ってなんだろう』
- 生涯教育セミナー「生活のそばのハーブ」
- 徳島県 出産内祝い3段重 「千代の寿」